# Tio舞子
Tio舞子（ティオまいこ）は、兵庫県神戸市垂水区にある超高層ビル。

## 概要

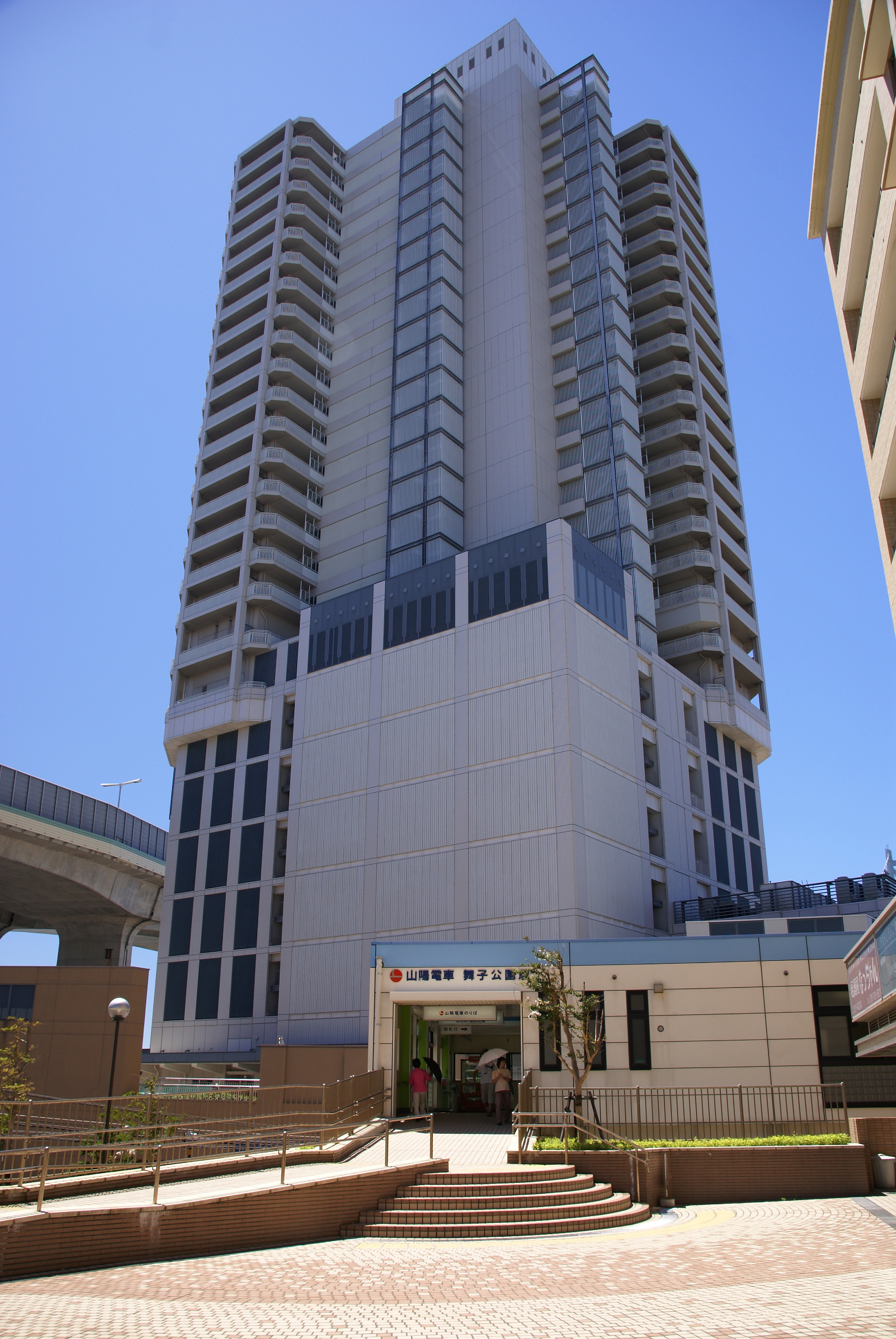
舞子公園駅側から

舞子駅前地区第一種市街地再開発事業によって建設された。
Tioは、「トラフィック」「インフォメーション」「オアシス」の頭文字。
2001年3月にオープンした。
規模は地上26階、地下1階、高さ101 m。低層部は商業施設、高層部は住宅というフロア構成である。
三方を山陽電鉄とJR神戸線と神戸淡路鳴門自動車道に囲まれた土地に建てられたビルで、JR舞子駅と山陽電鉄舞子公園駅に直結する。
また明石海峡大橋の本州側の袂に位置し、高速舞子バスターミナルにも直結する。

## 建築概要
- 設計 - 日建設計
- 最高部 - 101 m
- 規模 - 地上26階、塔屋1階、地下1階
- 敷地面積 - 6,061 m2
- 建築面積 - 4,681 m2
- 延床面積 - 35,372 m2
- 竣工 - 2001年3月9日
- 所在地 - 〒655-0047 兵庫県神戸市垂水区東舞子町10-1

## 主な店舗
1回から7階までが「ティオ舞子ショッピングモール」となっており、スーパーや飲食店、専門店やカルチャーセンターなどが入居している。
- スーパーマルハチ
- 舞子駅前郵便局
- ジュンク堂書店
- ミーツ（100円ショップ）
- 大阪王将
- ロッテリア

## 交通
- JR神戸線 舞子駅 徒歩2分
- 山陽電鉄舞子公園駅 徒歩2分

## 周辺施設
- 舞子ホテル
- 舞子公園
  - 孫中山記念館
  - 橋の科学館
- 明石海峡大橋
  - 舞子海上プロムナード
- 旧木下家 - 国の登録有形文化財
- 舞子若宮神社
- 舞子砲台跡
- 舞子ビラ - 有栖川宮[2]の別荘跡